# Skolecyt

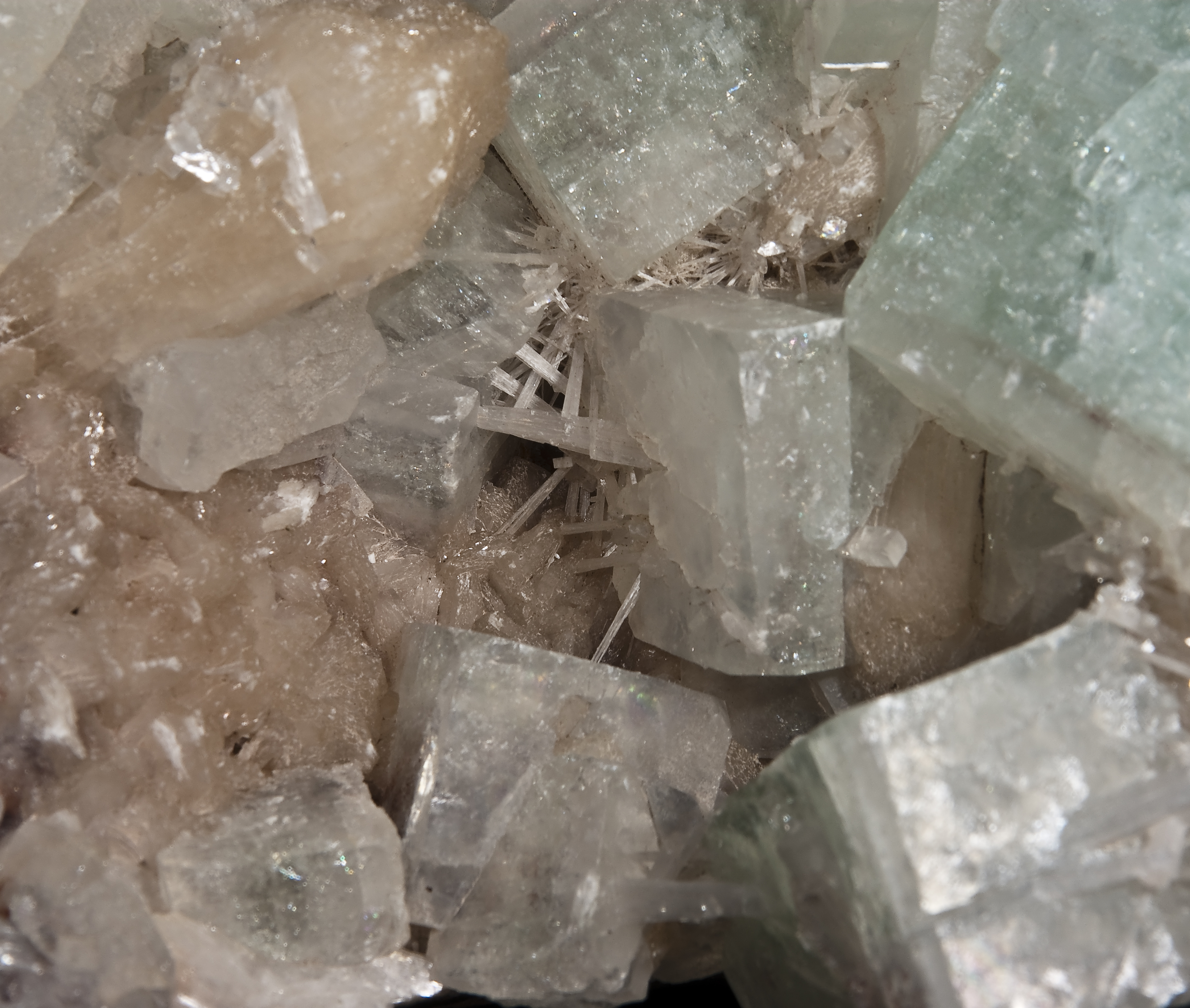
Skolecyt, apofyllit, heulandyt, lokalizacja: Caxias do Sul, Brazylia

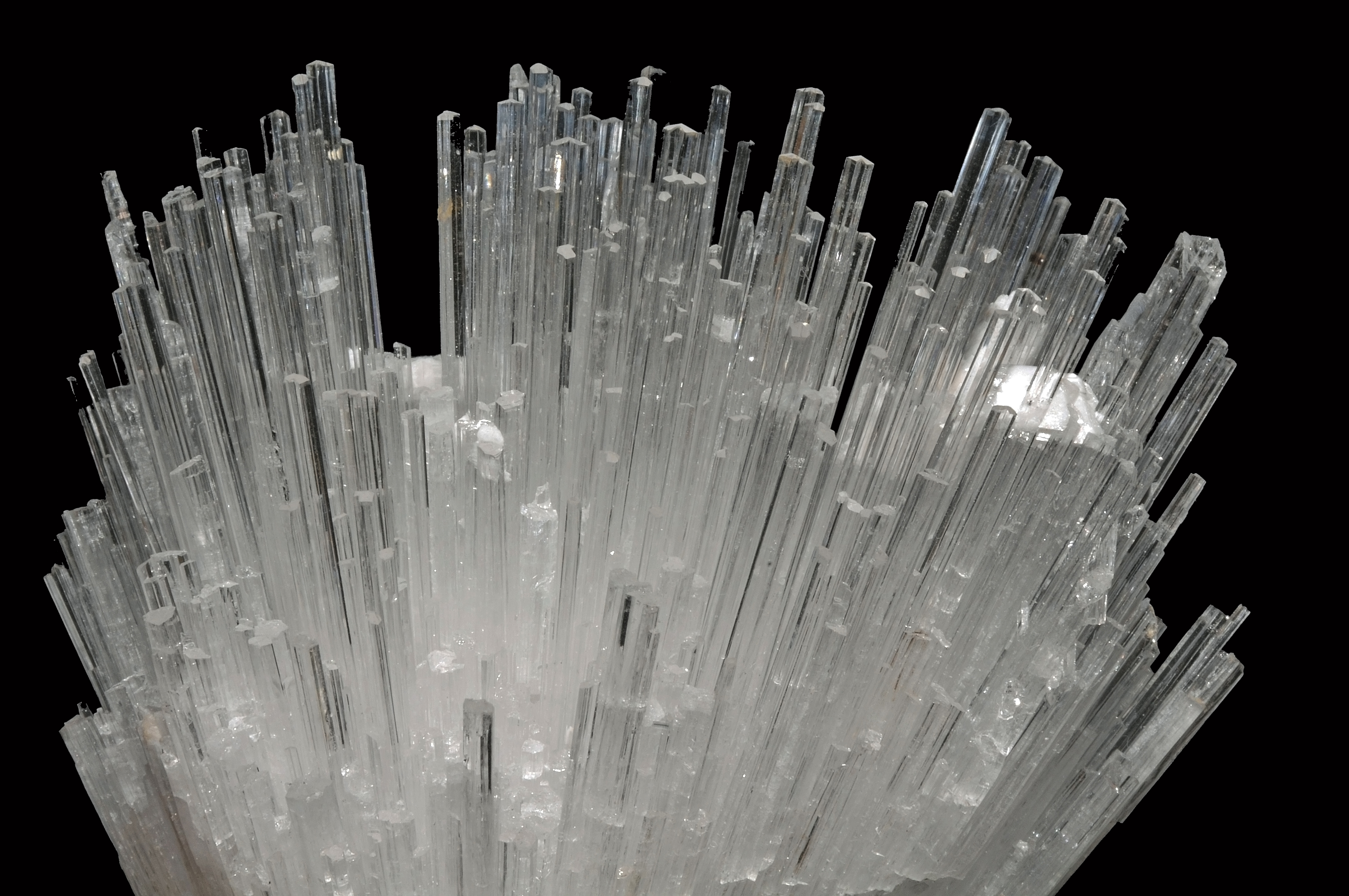
Skolecyt, lokalizacja: Maharasztra, Indie

Skolecyt (ang. scolecite) – pospolity minerał z grupy krzemianów zaliczany do zeolitów, uwodniony glinokrzemian wapnia o wzorze chemicznym Ca[Al2Si3O10] x 3 H2O. Nazwa pochodzi od greckiego słowa skoleks - robak, co nawiązuje do zachowania się minerału pod płomieniem, w którym się krzywi, wykręca, co może przypominać robaka.

## Właściwości
Skolecyt tworzy kryształy o pokroju słupkowym, pręcikowym, igiełkowym, włoskowym, często zbliźniaczone, wykazują prążkowanie zgodne z przebiegiem słupa. Występuje w skupieniach zbitych, włóknistych, promienistych, wachlarzowatych i sferolitycznych. Kryształy w układzie jednoskośnym. Barwy białej, szarej, żółtej, brunatnej, różowej, może być bezbarwny. Przezroczysty do przeświecającego. Rysa skolecytu jest biała. Wykazuje połysk szklisty na ścianach kryształów, połysk perłowy na powierzchni przełamu oraz jedwabisty w skupieniach włóknistych.

### Występowanie
Skolecyt powstaje w wyniku niskotemperaturowych procesach hydrotermalnych. Występuje w pustkach skał magmowych, zwykle w bazaltach, melafirach, rzadziej w granitach, pegmatytach, sjenitach. Może występować w szczelinach łupków krystalicznych oraz w kawernach przeobrażonych kontaktowo wapieni. Współwystępuje z apofyllitem, heulandytem, stilbitem.
Skolecyt występuje w Islandii, Wyspach Owczych, Indiach (Poona), Brazylii (Rio Grande do Sul, Santa Catarina), USA (Kolorado, New Jersey), Szkocji, Szwajcarii (Arvigo, Biasca), Austrii, Włoszech (okolice Wezuwiusza, Val di Fassa, Trydent, Miage, Val d’Aosta).
W Polsce występuje w okolicach Strzegomia, (Żółkiewka, Czernicy, Zimnika, Graniczna), w amfibolitach w okolicach Siedlęcina, również w Dolinie Wielickiej (Tatry).

### Zastosowanie
Skolecyt jest cenionym kamieniem kolekcjonerskim.